# Initiative populaire « pour la limitation de l'immigration »
L'initiative populaire « pour la limitation de l'immigration » est une initiative populaire fédérale suisse, rejetée par le peuple et les cantons le 14 décembre 1988.

## Contenu
L'initiative demande la modification de l'article 69ter de la Constitution fédérale pour limiter le nombre de permis de séjour délivrés à des étrangers aux deux tiers du nombre d'étrangers ayant quitté la Suisse l'année précédente, et ceci aussi longtemps que la population totale du pays dépasse les 6,2 millions d'habitants. L'initiative prévoit également une limitation du nombre de permis pour les frontaliers et les saisonniers.
Le texte complet de l'initiative peut être consulté sur le site de la Chancellerie fédérale.

## Déroulement

### Contexte historique
Cette initiative est la sixième contre la surpopulation étrangère.
Alors que la première, lancée en 1965 par le parti démocratique du canton de Zurich avait été retirée en mars 1968, la seconde et la troisième, lancées devant l'augmentation de 5 % à 14 % de la population étrangère entre 1950 et 1966, avaient été rejetée en votation respectivement le 7 juin 1970 et le 20 octobre 1974.
La quatrième et la cinquième de ces initiatives toujours lancées l'Action nationale ou par le « Mouvement national d'action républicaine et sociale » fondé par le député zurichois James Schwarzenbach après son départ de l'AN, visaient respectivement à réduire la population étrangère à 15 % et à limiter le nombre de naturalisations par années ; elles sont également rejetées le 13 mars 1977,.
Entre 1979 et 1986, la population étrangère résidente en Suisse passe de 884 000 à 956 000 personnes, soit 14,7 % de la population totale du pays.

### Récolte des signatures et dépôt de l'initiative
La récolte des 100 000 signatures nécessaires a débuté le 11 octobre 1983. Le 10 avril 1985, l'initiative a été déposée à la chancellerie fédérale qui l'a déclarée valide le 21 mai.

### Discussions et recommandations des autorités
Le parlement et le Conseil fédéral recommandent tous deux le rejet de cette initiative. Dans son message adressé à l'assemblée, le Conseil fédéral dénie la possibilité de résoudre les problèmes liés aux étrangers via des « réglementations rigides du type de celles exigées une fois de plus par la sixième initiative contre la surpopulation étrangère ». Pour lui, l'acceptation de cette initiative aurait des retombées négatives sur le plan économique, dans le domaine de la formation, ainsi qu'en politique étrangère.

### Votation
Soumise à la votation le 14 décembre 1988, l'initiative est refusée par la totalité des 20 6/2 cantons et 67,3 % des suffrages exprimés. Le tableau ci-dessous détaille les résultats par cantons :

## Effets
Malgré ce nouvel échec populaire, deux nouvelles initiatives sur le même thème seront à nouveau proposées : « contre l'immigration clandestine » en 1993 et « pour une réglementation de l'immigration » en 1997 ; elles seront toutes deux refusées en votation.